# 김영식 (1959년)
김영식(金英植, 1959년 7월 18일~)은 대학 교수 출신 대한민국의 정치인으로, 제21대 국회의원이다. 경상북도 대구시 출생이다.

## 학력
- 1972 신흥국민학교 졸업
- 1975 협성중학교 졸업
- 1975~1978: 심인고등학교 졸업
- 1978~1982: 영남대학교 기계공학 학사
- 1982~1984: 영남대학교 대학원 기계공학 석사
- 1986~1988: 아이오와 대학교 대학원 기계공학 석사
- 1988~1992: 펜실베이니아 주립 대학교 대학원 기계공학 박사

## 경력
- 1993.03~1994.02: 한국원자력연구소 선임연구원
- 1994.03~2013.04: 금오공과대학교 기계공학부 교수
- 2000.01~2001.02: 미국 버지니아폴리테크닉주립대학교 객원교수
- 2004.02~2009.01: 금오공과대학교 창업진흥센터 센터장
- 2004.11~2013.01: 대한기계학회 경북지부 사업이사
- 2005.03~2007.02: 대구경북창업보육협의회 회장
- 2008.01~2010.12: 한국창업벤처학회 이사
- 2008.01~2008.12: 한국창업보육협회 회장
- 2009.01~2011.12: 창업진흥원 이사장
- 2011.01~2011.12: 국가교육과학기술자문회의 수석전문위원
- 2011.02~2012.02: 한국창업보육협회 회장
- 2012.01~2012.12: 국가교육과학기술자문회의 자문위원
- 2013.04~2017.04: 제6대 금오공과대학교 총장
- 2013.05: 경북산학융합본부 이사장
- 2014.01~2015.12: 아시아창업보육협회 회장
- 2014.02~2016.02: 학부교육선도대학협의회 회장
- 2015.09~2016.11: 지역중심 국공립대학교 총장협의회 회장
- 2015.11~2016.04: 한국대학교육협의회 부회장
- 2017.04~2020.05: 금오공과대학교 기계시스템공학과 교수
- 2020.06: 미래통합당 경북도당 구미시 을 당협위원장
- 국민의힘 경북도당 구미시 을 당협위원장
- 2020.09: 국민의힘 호남 동행 국회의원 발대식 명예의원(전라남도 순천시)
- 2021.01~2022.01: 한국공학한림원 일반회원
- 2021.02: 국민의힘 탈원전 북원전 진상조사특별위원회 위원
- 2021.06: 국민의힘 반도체 특별위원회 위원
- 2021.06: 국민의힘 문정부 탈원전 정책에 따른 피해 및 환경 파괴 대책 특별위원회 위원
- 2021.09~2022.02: 국민의힘 제20대 대통령선거 공약개발단 '시민소리 혁신정책회의' 과학기술정보방송통신공약단장
- 2021.12~2022.01: 국민의힘 선거대책위원회 정책총괄본부 민생회복정책추진단 4차산업혁명선도정책 추진본부장
- 2021.12: 국민의힘 지역균형발전특별위원회 위원
- 2021.12~2022.03: 국민의힘 제20대 대통령선거 경북을 살리는 선거대책위원회 선거대책본부장
- 2022.01~: 한국공학한림원 정회원
- 2022.01~2022.03: 국민의힘 제20대 대통령선거 정책본부 민생회복정책추진단 4차산업혁명선도정책 추진본부장
- 2022.03~2022.05: 제20대 대통령직인수위원회 과학기술교육분과 상임자문위원
- 2022.04~2023.04: 국민의힘 중앙연수원장
- 2022.06: 국민의힘 반도체산업 경쟁력 강화 특별위원회 간사
- 2023.04~2024.05: 국민의힘 원내부대표
- 2023.08~2024.04: 국민의힘 과학기술 특별위원회 부위원장
- 2024.11~: 제5대 국가과학기술연구회(NST) 이사장

### 의정 활동
- 2020.05~2024.05: 제21대 국회의원(경북 구미시 을, 미래통합당→국민의힘, 초선)
  - 2020.07~2022.03: 제21대 국회 전반기 과학기술정보방송통신위원회 위원
  - 2020.07~2024.05: 국회 ICT융합포럼 연구책임의원
  - 2020.07~2024.05: 국회 미래정책연구회 연구책임의원
  - 2020.07~2024.05: 모빌리티 포럼 구성의원
  - 2021.04~2024.05: 혁신형 SMR 국회 포럼 공동위원장
  - 2021.06~2024.05: 과학기술강국포럼 공동위원장
  - 2022.03~2022.05: 제21대 국회 전반기 과학기술정보방송통신위원회 간사
  - 제21대 국회 전반기 과학기술정보방송통신위원회 과학기술원자력법안심사소위원회 위원
  - 제21대 국회 전반기 과학기술정보방송통신위원회 정보통신방송법안심사소위원회 위원장
  - 2022.07~2024.05: 제21대 국회 후반기 과학기술정보방송통신위원회 위원
    - 제21대 국회 후반기 과학기술정보방송통신위원회 과학기술원자력법안심사소위원회 위원
    - 제21대 국회 후반기 과학기술정보방송통신위원회 정보통신방송법안심사소위원회 위원
    - 제21대 국회 후반기 과학기술정보방송통신위원회 청원심사소위원회 위원장

  - 2022.07~2023.05: 제21대 국회 후반기 예산결산특별위원회 위원
  - 2023.02~2024.05: 제21대 국회 첨단전략산업 특별위원회 위원
  - 2023.04~2023.11: 제21대 국회 후반기 국회운영위원회 위원
    - 제21대 국회 후반기 국회운영위원회 청원심사소위원회 위원

  - 2023.06~2024.05: 제21대 국회 후반기 예산결산특별위원회 위원

## 역대 선거 결과
| 실시년도 | 선거   | 대수 | 직책     | 선거구         | 정당       | 득표수    | 득표율          | 순위 | 당락 | 비고 |
| -------- | ------ | ---- | -------- | -------------- | ---------- | --------- | --------------- | ---- | ---- | ---- |
| 2020년   | 총선   | 21대 | 국회의원 | 경북 구미시 을 | 미래통합당 | 54,457 표 | \| \| 56.43% \| | 1위  |      | 초선 |
|          | 56.43% |      |          |                |            |           |                 |      |      |      |